# Muzeum Militariów Atena
Muzeum Militariów Atena – muzeum wojskowe w Skwierzynie, powstałe w 2012 roku.
Siedzibą muzeum jest teren firmy Anhol Pomoc Drogowa Gorzów, a właścicielką jest Agnieszka Kuś. W muzeum znajdują się liczne, sprawne pojazdy wojskowe oraz kilkaset innych eksponatów, takich jak części do historycznych pojazdów, mundury czy elementy wyposażenia. Muzeum ściśle współpracuje z działającą na terenie Skwierzyny Lubuską Jednostką Operacyjno-Techniczną.

## Eksponaty
- radzieckie opancerzone samochody rozpoznawcze BRDM-2, sprawne
- brytyjskie samobieżne działo polowe FV433 Abbot, sprawne, jedyne w Polsce
- radzieckie samobieżne haubice kalibru 122 mm 2S1 Gvozdika („Goździk”), sprawne
- radziecki bojowy wóz piechoty BMP-2, sprawny
- radziecki czołg mostowy BLG-67 na podwoziu czołgu T-55, sprawny
- brytyjski transporter opancerzony FV432 Trojan, sprawny, dopuszczony do ruchu drogowego
- radzieckie średnie pływające transportery gąsienicowe (amfibie) PTS-M, sprawne
- radzieckie średnie pływające transportery gąsienicowe K-61, sprawne
- radzieckie wielozadaniowe amfibie marki Bv 202 (Snowcat), sprawne
- radziecka gąsienicowa szybkobieżna BAT-M, sprawna
- kołowy pojazd opancerzony SKOT, sprawny
- wojskowe samochody ciężarowe ZiŁ-131, sprawne
- wojskowe wielozadaniowe ciężarówki wojskowe ZiŁ-157, sprawne
- radziecki transporter opancerzony MT-LB, sprawny
- radzieckie wojskowe koparki frezowe MDK-2M, sprawne
- radziecki system rakiet ziemia-powietrze 2K11 Krug, sprawny
- oryginalne rakiety przeciwlotnicze 3M8M3 do systemu 2K11 Krug
- wóz zabezpieczenia technicznego WZT-2
- oryginalne pojemniki na rakiety 3M8M3
- armaty dywizyjne wz. 1942 (ZiS-3)
- armaty przeciwlotnicze wz. 1939 (61-K)
- armaty przeciwpancerne D-44
- samolot myśliwsko-bombowy Su-22
- umundurowanie polskie przed- i powojenne oraz amerykańskie z czasów II wojny światowej
- oryginalne radzieckie hełmofony i inne elementy umundurowania załóg czołgów
- radziecki transporter opancerzony MT-LB